# Lophodesmus banksi
Lophodesmus banksi är en mångfotingart som beskrevs av Filippo Silvestri 1911. Lophodesmus banksi ingår i släktet Lophodesmus och familjen fingerdubbelfotingar. Inga underarter finns listade i Catalogue of Life.